# Anatolidion gentile
Anatolidion gentile là một loài nhện trong họ Theridiidae. Chúng thuộc chi đơn loài Anatolidion và được Eugène Simon miêu tả năm 1881.